# Saguaro
O saguaro (Carnegiea gigantea) faz parte da família Cactaceae, sendo nativo da região do Deserto de Sonora, que abrange parte do México e Estados Unidos. Trata-se de um cacto colunar, com ramificações em forma de candelabro, espinhos curtos e grandes flores brancas e tubulares, com antese noturna.

## Ecologia
Os saguaros apresentam um crescimento muito lento, crescendo entre 20 a 25 centímetro em seus primeiros oito anos de vida.
O estabelecimento do saguaro é limitado apenas a áreas localizadas abaixo do dossel de algumas árvores e arbustos, as chamadas plantas facilitadoras, plantas estas que dão proteção contra as altas temperaturas do deserto, contra as geadas noturnas e danos causados por injúrias mecânicas ou predação. Além do microclima encontrado abaixo destas plantas, o saguaro beneficia-se das condições de fertilidade do solo, sendo que muitas destas plantas facilitadoras fixam nitrogênio do ar.  As plantas facilitadoras mais conhecidas são o paloverde (Parkinsonia microphyllum), o ironwood (Olneya spp.) e a mesquite (Prosopis spp.). Como o saguaro é uma planta de crescimento lento, a princípio seu estabelecimento não afeta negativamente a planta facilitadora, porém com o passar do tempo e o crescimento do saguaro, a competição por nutrientes e água é acirrada e a facilitadora não resiste e acaba morrendo. Se várias plantas de saguaro estabelecem-se sob uma mesma planta facilitadora, esta tende a morrer mais rápido. Como estratégia de dispersão de sementes, os frutos do saguaro amadurecem nas épocas mais quentes que antecedem as monções no deserto, animais buscam estes frutos como alimento e os consomem abaixo das sombras das plantas facilitadoras, justamente antes do início do período de chuvas. As relações entre ambos são comparadas a um ciclo oscilatório entre predador e presa, onde o saguaro (predador) acelera a morte da planta facilitadora (presa), reduzindo potenciais microclimas para lento estabelecimento do próprio saguaro, possibilitando novo aumento das populações da plantas facilitadoras.
Quando o saguaro independe de plantas facilitadoras, seu crescimento depende do clima, da precipitação e de sua localização. O período de maior crescimento do saguaro é quando começam a surgir seus característicos braços, normalmente aos 50 a 70 anos de idade. Em áreas de menores precipitações, o aparecimento dos braços pode levar até 100 anos. O período fértil da planta começa a partir dos 35 anos. Suas flores surgem no ápice do tronco principal e/ou no ápice dos braços. A idade de saguaro adulto é considerada é aproximadamente 125 anos. Pode pesar cerca de seis toneladas e chegar a 15 metros de altura. O tempo médio de vida de um saguaro é de cerca de 175 anos, porém há planta de até 200 anos.